# Weahlstod
Weahlstod († zwischen 731 und 736) war ein englischer Geistlicher. Er war Bischof von Hereford. Er wurde zwischen 727 und 731 zum Bischof geweiht und trat sein Amt in diesem Zeitraum an. Er starb zwischen 731 und 736.